# Енишарбадемли
Енишарбадемли (тур. Yenişarbademli) — город и район в провинции Ыспарта (Турция). В нескольких километрах от города находится озеро Бейшехир и самая длинная пещера Турции — Пинаргёзю.

## История
Люди жили в этих местах с древнейших времён. Впоследствии город входил в состав разных государств; в XVI веке он попал в состав Османской империи.